# FXプライムbyGMO
株式会社FXプライムbyGMO（エフエックスプライムバイジーエムオー、英: FX PRIME by GMO Corporation）は、かつて存在したGMOグループの外国為替取引専門の金融先物取引業者。
GMOコインを存続会社として吸収合併し消滅した。

## 概略
2003年9月、伊藤忠商事の子会社として設立された「FXプライム株式会社」は、同年12月、外国為替証拠金取引（FX取引）のサービスを開始した。2012年8月に、GMOクリックホールディングスがFXプライムの株式公開買付け（TOB）を実施し、77.92％の株式を取得した。そして、親会社が伊藤忠商事からGMOクリックホールディングス及びGMOインターネットに変わった。2013年10月には、会社名が「株式会社FXプライムbyGMO」に商号変更した。
現在、株式会社FXプライムbyGMOは、FX取引、CFD取引、外為オプション、ちょいトレFXのサービスを提供している。また、FXプライムbyGMOはみずほ信託銀行と信託契約を締結し、顧客からの預かり資産を信託口座にて分別管理している（信託分別管理）。情報セキュリティマネジメントシステム（ISMS）の国際規格である「ISO / IEC27001 : 2005」の認証を2007年1月に取得。システム運営、顧客情報の管理など会社の全業務において認証を取得している。外国為替保証金取引を取扱う専業会社としては国内初の認証取得になる。

## 沿革
- 2003年 9月 - 伊藤忠商事株式会社の子会社として、FXプライム株式会社設立。
- 2003年12月 - 「外国為替保証金取引」業務を開始。
- 2003年12月 - 「fx-nowプロコース」および「fx-neo」を新設。
- 2004年 7月 - 個人情報保護第三者認証プログラム『TRUSTe』認証取得。
- 2004年 7月 - 「チャートナビFX」サービス開始。
- 2005年 1月 - 4億円の第三者割当増資を実施（伊藤忠商事が全額引き受け）。
- 2005年 1月 - 「オンライン口座開設」サービス開始。
- 2005年 3月 - 信託口座による保証金の分別管理スタート。
- 2005年 5月 - 『選べる外貨』サービス開始。
- 2005年 5月 - 24時間ネット入金サービス開始。
- 2005年 8月 - 選べる外貨「PROコース」サービス開始。
- 2005年 9月 - 「モバイル為替情報」サービス開始。
- 2005年10月 - 金融先物取引業の登録完了。
- 2005年11月 - 社団法人金融先物取引業協会に加入。
- 2006年 8月 - 「チャートナビRT」サービス開始。
- 2006年 8月 - オフィス移転・会社ロゴ変更。
- 2006年 9月 - 「『選べる外貨』デモトレードPC版」サービス開始。
- 2006年10月 - 南アランド円など、新たに4通貨ペアの取引開始。
- 2006年10月 - au携帯電話の公式サイトでの為替情報提供開始。
- 2006年11月 - 「『選べる外貨』デモトレード携帯版」サービス開始。
- 2006年12月 - ユーロドルなど、新たに2通貨ペアの取引開始。
- 2006年12月 - 『選べる外貨』取引コースの拡張・再編。
- 2007年 1月 - 情報セキュリティマネジメントシステムの国際規格（ISO/IEC27001:2005）認証取得。
- 2007年 3月 - カブドットコム証券株式会社を割当先とする第三者割当増資を実施。
- 2007年 7月 - 手数料0円の「1万円コース」を新設。
- 2007年 7月 - 保有ポジションの「コース変更」サービス開始。
- 2007年10月 - 『選べる外貨』のインターネット取引手数料を0円に値下げ。
- 2008年9月18日 - ジャスダック上場[4]。
- 2008年10月 - コーポレートマークの変更。
- 2008年12月 - リッチクライアント版取引ツール「PrimeNavigator（プライムナビゲータ）サービス開始。
- 2009年 8月 - 『選べる外貨』の最小取引単位を1,000通貨に引き下げ。
- 2009年11月 - モバイル用取引ツール「PRIMEアプリ」サービス開始。
- 2010年 1月 - オプション『選べるHIGH・LOW』サービス開始
- 2010年 3月 - 『選べるHIGH・LOW』の1口あたりの申込金額を1,000円に引下げ
- 2010年 4月 - FXコミュニティサイト『みんなの外為』スタート。
- 2011年 3月 - 大阪証券取引所「大証FX」サービス開始。
- 2011年 7月 - インターバンク市場直結の『直トレFX』サービス開始。
- 2012年 9月 - GMOクリックホールディングス株式会社（現・GMOフィナンシャルホールディングス株式会社）が同年8月2日より9月12日までの間株式公開買付けを実施し、77.92％の株式を取得。親会社が伊藤忠商事からGMOクリックホールディングス及びGMOインターネットに変更[5]。
- 2012年12月 - 『直トレFX』サービスを停止。
- 2013年 7月 - 「大証FX」サービスを停止。
- 2013年10月 - 株式会社FXプライムbyGMOに商号変更[1]。
- 2014年8月 - システムトレード（FX自動売買）『ちょいトレＦＸ』サービス開始
- 2015年3月27日 - ジャスダック上場廃止[6]。
- 2015年4月1日 - 株式交換により、GMOクリックホールディングスの完全子会社となる[6]。
- 2015年4月 - 外国為替オプション取引『選べる外為オプション』サービス開始。
- 2020年1月 - 本社を東京都渋谷区道玄坂に移転[7]。
- 2022年8月 - 商品先物取引業の認可。
- 2022年8月5日 - 日本商品先物取引協会に加入[8]。
- 2022年 - 店頭商品デリバティブ取引『選べるCFD』（商品）サービス開始。
- 2023年9月1日 - GMOコインを存続会社として吸収合併し消滅[2][3]。

## 加入団体
- 金融先物取引業協会
- 日本投資顧問業協会
- 日本商品先物取引協会